# U2 (band)

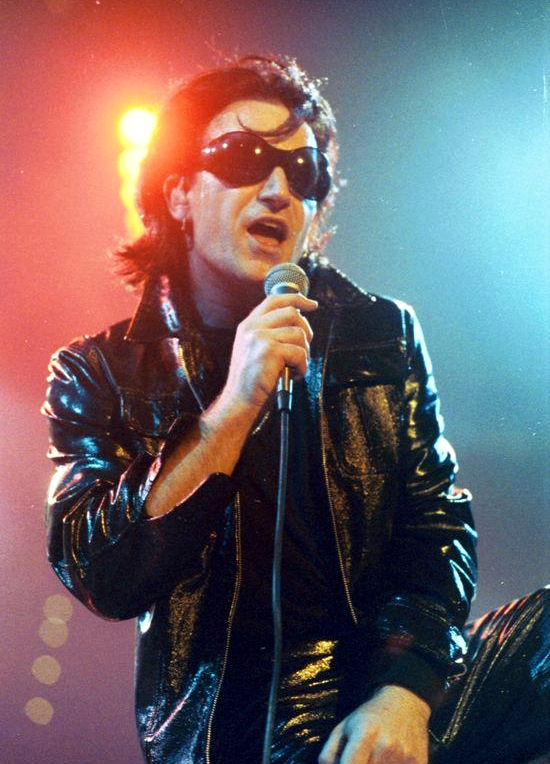
Bono treedt op als The Fly, 1992.

U2 is een Ierse rockband bestaande uit Bono (Paul David Hewson), The Edge (David Howell Evans), Adam Clayton en Larry Mullen jr.. Deze bezetting is van het begin af ongewijzigd gebleven, wat uitzonderlijk is in de popgeschiedenis. Zelfs de entourage van de groep – van manager en geluidstechnicus tot roadie en artdirector – is in de loop der jaren bij U2 grotendeels hetzelfde gebleven.
De band is politiek actief voor de mensenrechten en steunt vele goede doelen, onder andere door benefietconcerten en inzamelingsacties. Het benefietconcert Live Aid op 13 juli 1985 vormde de definitieve doorbraak van de groep.

## Biografie

### Eerste jaren
U2 begon op 25 september 1976 op de Mount Temple Comprehensive School in Dublin onder de naam Feedback. Larry Mullen jr. had een blaadje opgehangen in de schoolkantine waarop men zich kon aanmelden voor de band. Bono reageerde, waarbij hij zei dat hij kon gitaarspelen en zingen, wat hij allebei (zoals hij in een interview later zei) niet kon. Ook The Edge reageerde. Adam Clayton zou er – volgens een interview – bijgevraagd zijn; "Hij zag er zo stoer uit, als hij bij de band zou komen, zouden we vast populair worden". De toen gevormde band bestond nog uit vijf leden; naast de uiteindelijke U2-bezetting was dat Dik Evans (de broer van The Edge) op gitaar. Begin 1978 veranderde de band zijn naam in The Hype. In die periode verliet Dik Evans de band. Vrijwel tegelijkertijd wijzigde de band op advies van de Ierse zanger en reclameman Steve Averill zijn naam in U2 (de naam U2 is niet een specifieke referentie naar iets). Op 14 oktober 1980 speelde de band voor het eerst in Nederland, in de KRO-studio's te Hilversum, de dag daarna in de Melkweg te Amsterdam en vervolgens op de 16e bij Vera in Groningen. De eerste tournee in Nederland werd op 17 oktober afgesloten bij Gigant in Apeldoorn. De volgende dag trad U2 op in een klein zaaltje in Ukkel voor een zeventigtal toeschouwers, die elk 220 Belgische frank betaalden.
U2 werd, evenals bijvoorbeeld de Schotse band Simple Minds, veelal tot de stroming new wave gerekend. De band ontwikkelde op de eerste albums, Boy (1980) en October (1981), evenwel een eigen en duidelijk herkenbare stijl. Vooral in de beginjaren had het christelijke geloof een sterke invloed op de songteksten van U2, wat met name te merken is aan nummers als I Will Follow, Gloria en With a Shout (Jerusalem).
In januari 1980 beleefde U2 zijn televisiedebuut in The Late Late Show van de Ierse publieke omroep RTE met Stories for Boys.
In mei 1982 speelde U2 in 't Heem in Hattem. Sieb Kroeske was toen productmanager bij platenmaatschappij Ariola Records, die samenwerkte met de platenmaatschappij van U2: Island Records. Die stuurde hem een cassettebandje met muziek van U2, want het lukte de band niet om door te breken in Engeland. Hiermee kreeg Kroeske geregeld dat U2 mocht optreden in het radioprogramma Countdown Café. Het nummer I Will Follow vond Kroeske het beste van dat optreden. Hij kocht de opname voor 1500 dollar van Veronica en bracht het uit op single. Deze debuuthit van U2 behaalde de 12e plaats in de Top 40.
De band speelde drie keer op Rock Werchter: op 4 juli 1982 speelde de band voor het eerst op, 2 juli 1983 en 7 juli 1985. Tijdens dit laatste optreden, op de elfde editie van Rock Werchter, stond de band als headliner op de affiche tussen onder andere R.E.M., The Ramones, Depeche Mode, Joe Cocker en Paul Young.

### Doorbraak
Na een korte stilte rondom de band werd in 1983 het album War uitgebracht. Twee nummers van dit album werden hits over de hele wereld: New Year's Day en het krachtige Sunday Bloody Sunday, dat teruggreep op het bloedbad van zondag 30 januari 1972 (Bloody Sunday), waarbij veertien ongewapende jongens en mannen werden doodgeschoten door Britse soldaten in Derry, Noord-Ierland.
Na het album The Unforgettable Fire (1984) en een Amnesty International-tournee in 1986 samen met onder andere The Police werd The Joshua Tree (1987) uitgebracht, door velen beschouwd als het hoogtepunt in het oeuvre van U2. Het album bereikte zowel in het Verenigd Koninkrijk als in de Verenigde Staten de eerste plaats in de hitlijsten en er werden wereldwijd meer dan 25 miljoen exemplaren van verkocht.
Op 10 en 11 juli 1987 gaf U2, in het kader van de Joshua Tour, een concert in De Kuip in Rotterdam voor twee keer 45.000 toeschouwers. Veel van het tot dan toe uitgebrachte werk werd hier ten gehore gebracht. O.a. Where the Streets have no Name, I Will Follow, Sunday Bloody Sunday, The Electric Co., Bad, October, With or Without You en 40. In diverse media verschenen lovende recensies.
U2 hield zich hierna bezig met het album Rattle and Hum (1988) en de gelijknamige documentaire over de band. Rattle and Hum trekt niet de lijn door van de vorige albums, maar is een hommage aan Amerikaanse muziek. Het is een mengelmoes van covers en eigen nummers, zowel in studio's als bij concerten opgenomen. Onder meer B.B. King werkte mee aan dit album.

### The Dalton Brothers
The Dalton Brothers was een country en westernband, gevormd en uitgevoerd door U2. De band trad op als openingsact op 1 november, 18 november en 12 december 1987 tijdens The Joshua Tree Tour. Na deze optredens verdween de band weer en werd er tot 2007 niets van vernomen, in dat jaar trad een coverband van U2 nog eenmaal op als The Dalton Brothers.
Tijdens de optredens waren de bandleden verkleed als cowboys en noemden ze zichzelf The Daltons. Bono was Alton Dalton, The Edge was Luke Dalton, Adam Clayton was Betty Dalton en Larry Mullen jr. was Duke Dalton.
De nummers die ze speelden waren eigen nummers die ze omdoopten tot countrymuziek, of covers van countryartiesten. Zo speelden ze nummers van Hank Williams, Leon Payne en Johnny Cash.
Een van de optredens van The Dalton Brothers is te zien op de dvd van The Joshua Tree 20th Anniversary Box als Easter egg.

### 1991–2010
De band was op dat moment zo in de belangstelling dat de over-exposure bijna het einde betekende van U2. De bandleden trokken zich terug en sloegen, mede door een lang verblijf in Berlijn, een nieuwe weg in. Het resultaat van het verblijf in Berlijn, het album Achtung Baby (1991), was veel experimenteler dan de vorige albums. De band zocht een nieuwe stijl: De tournee Zoo TV en het album Zooropa (1993) hadden als thema een parodie op de amusementsindustrie.
Dit thema werd verder voortgezet met het album Pop (1997) en de daarop volgende groots opgezette Popmart-tournee.

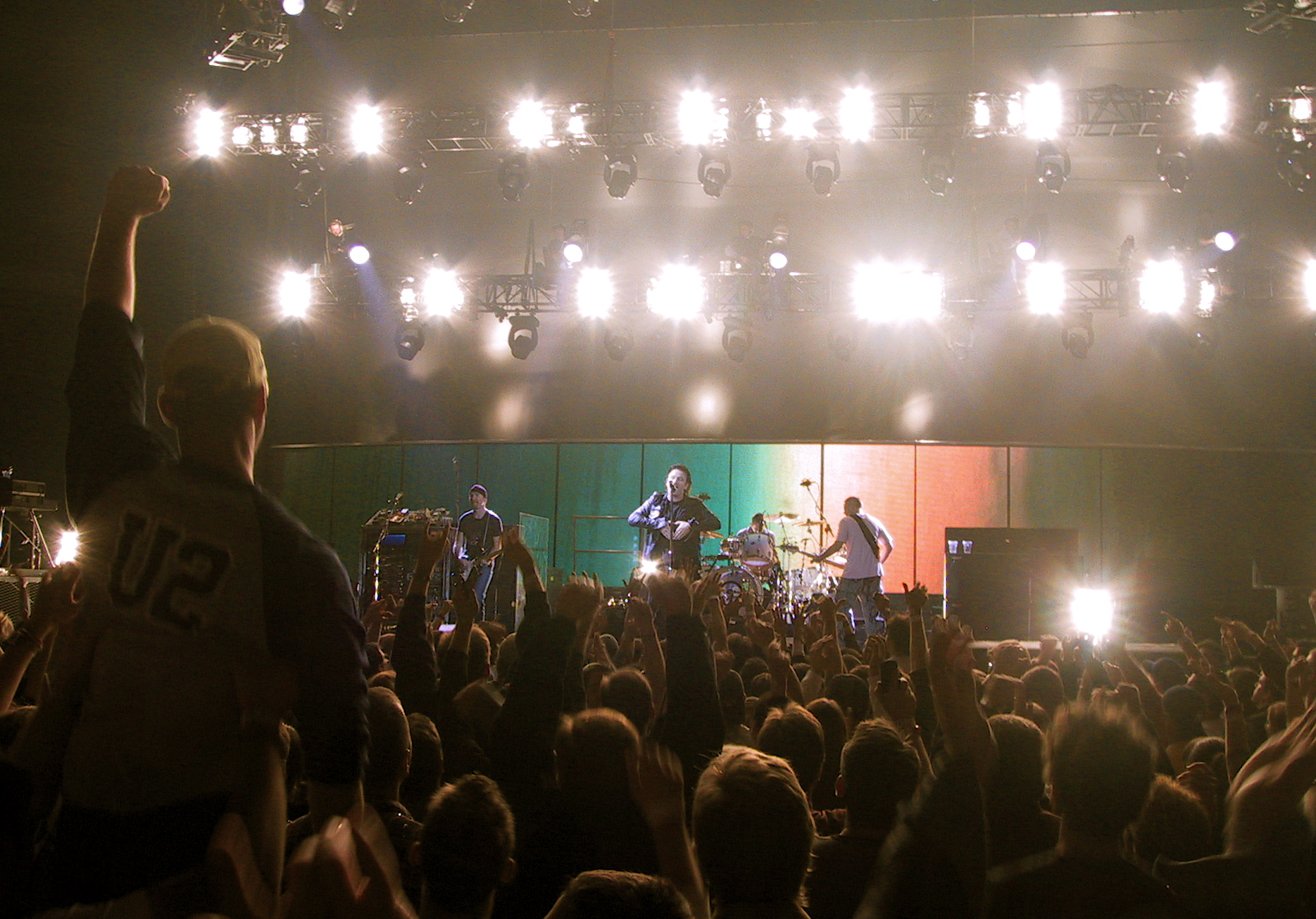
U2 tijdens een optreden in Kansas City, 28 november 2001.

De tournee Elevation, volgend op het album All That You Can't Leave Behind (2000), was veel kleinschaliger. Dit album was wel weer ouderwets succesvol. Er gingen bijna 12 miljoen exemplaren van over de toonbank. In Nederland scoorde U2 voor het eerst een nummer één hit en later dat jaar nogmaals met de nummers: Beautiful Day en Elevation. Op 31 juli, 1 augustus en 3 augustus 2001 trad U2 op in het GelreDome.
Na Elevation werd het stil rond de band. Bono besteedde ondertussen veel tijd aan zijn nieuwe organisatie DATA (Debt-AIDS-Trade-Africa), die onder meer streeft naar vermindering van de schuldenlast in Afrika.
Op 22 november 2004 verscheen het volgende album van de band: How to Dismantle an Atomic Bomb. De eerste single hiervan, Vertigo, was vanaf 24 september 2004 op de Nederlandse radio te horen en was beschikbaar in de Nederlandse winkel vanaf 8 november 2004. De tweede single Sometimes You Can't Make It on Your Own heeft Bono geschreven ten tijde dat zijn vader Bob Hewson stervende was aan de gevolgen van kanker. Dit nummer heeft Bono ook gezongen tijdens de begrafenis van zijn vader. Van dit album zijn tot op vandaag wereldwijd 12 miljoen exemplaren verkocht.
Op 14 maart 2005 werd U2 opgenomen in de Rock and Roll Hall of Fame. Op 15 april 2006 bracht de band One opnieuw uit, samen met zangeres Mary J. Blige. De single bereikte in deze versie een hogere positie in de Top 40: een tweede plek en bleef maar liefst 22 weken genoteerd. Ook nam U2 in dat jaar samen met Green Day een versie op van het nummer The Saints Are Coming van de Schotse punkgroep The Skids, van de latere Big Country-voorman Stuart Adamson. De opbrengsten van deze single gingen naar de stichting Music Rising van The Edge voor de slachtoffers van de orkaan Katrina in New Orleans.
Om het goede voorbeeld te geven lag op 1 januari 2007 de single Window in the Skies in de winkels. Beide singles zijn afkomstig van het verzamelalbum U218 Singles. Dit is tevens het laatste album dat U2 uitbracht op het Island-label. De band maakte in 2006 de overstap naar Mercury Records bekend. Op 23 januari 2008 werd een 3D-concertfilm uitgebracht, U2 3D. De film werd tijdens de Vertigo Tour opgenomen.
Vanaf september 2007 werkte U2 aan een nieuw album, wederom samen met de producers Brian Eno en Daniel Lanois. Voor dat nieuwe album zijn drie schrijfsessies gedaan, één in Marokko en twee in Frankrijk. Beelden van een repeterende U2 zijn te zien in een documentaire over Lanois, Here Is What Is. Op 3 december 2007 maakte de Britse krant The Independent bekend dat U2 met het nieuwe album trance-, metal- en Marokkaanse invloeden zal hebben. Later zou blijken dat dit totaal niet het geval was.
Voorafgaand aan het uitkomen van het nieuwe album bracht U2 in juli de geremasterde versies uit van hun eerste drie albums, Boy, October en War (in 2007 deed U2 hetzelfde met The Joshua Tree).
Op 19 december 2008 maakte U2 op hun website bekend dat op 27 februari 2009 het nieuwe album zal worden uitgebracht, genaamd No Line on the Horizon. Ook werd bekend dat Anton Corbijn bezig was met een nieuwe film over U2, om als download beschikbaar te worden gesteld, en tevens voor de extra dvd van de luxe uitgave van het nieuwe album.
Op 19 januari 2009 ging de nieuwe single Get On Your Boots wereldwijd in première op diverse radiozenders. Het nummer was vanaf 15 februari als download beschikbaar, en sinds 16 februari ook als cd-single. Op 18 februari lekte het nieuwe album No Line on the Horizon, één week voordat het officieel zou verschijnen, uit op internet.
Op de dag dat het album officieel verkrijgbaar was in Nederland, 27 februari 2009, was het album al 60.000 maal over de toonbank gegaan, waarmee het album in Nederland direct een platinastatus had. Op het album staan de hits Get On Your Boots, Magnificent en I'll Go Crazy If I Don't Go Crazy Tonight.
U2 begon op 30 juni 2009 aan de 360° Tour in Camp Nou, Barcelona. Op 20 en 21 juli werd tijdens deze tournee de Amsterdam ArenA aangedaan. De naam "360°" is gekozen omdat het publiek door het podiumontwerp letterlijk 360 graden om de band heen zit of staat. Het podium is in België gemaakt door StageCo en heeft al snel de bijnaam "The Claw" gekregen. Er zijn drie van deze podia gemaakt. Doordat Bono een spoedoperatie aan zijn rug moest ondergaan, werden veel concerten uitgesteld. De tournee werd in 2010 hervat, en op 22 en 23 september 2010 trad de band op in het Koning Boudewijnstadion in Brussel.

### 2013 tot heden

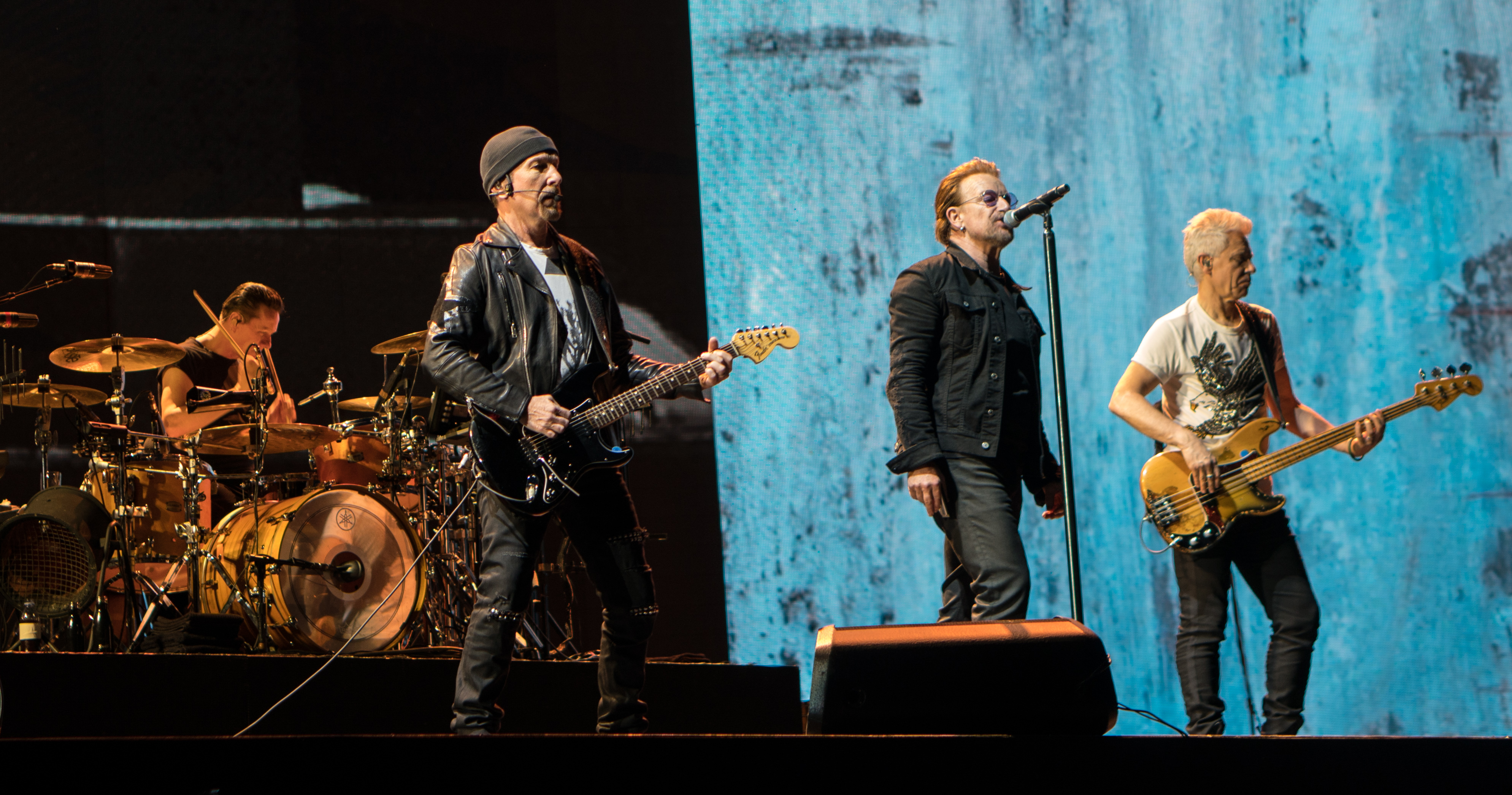
Joshua Tree 2017 in Brussel
Larry, Edge, Bono, Adam

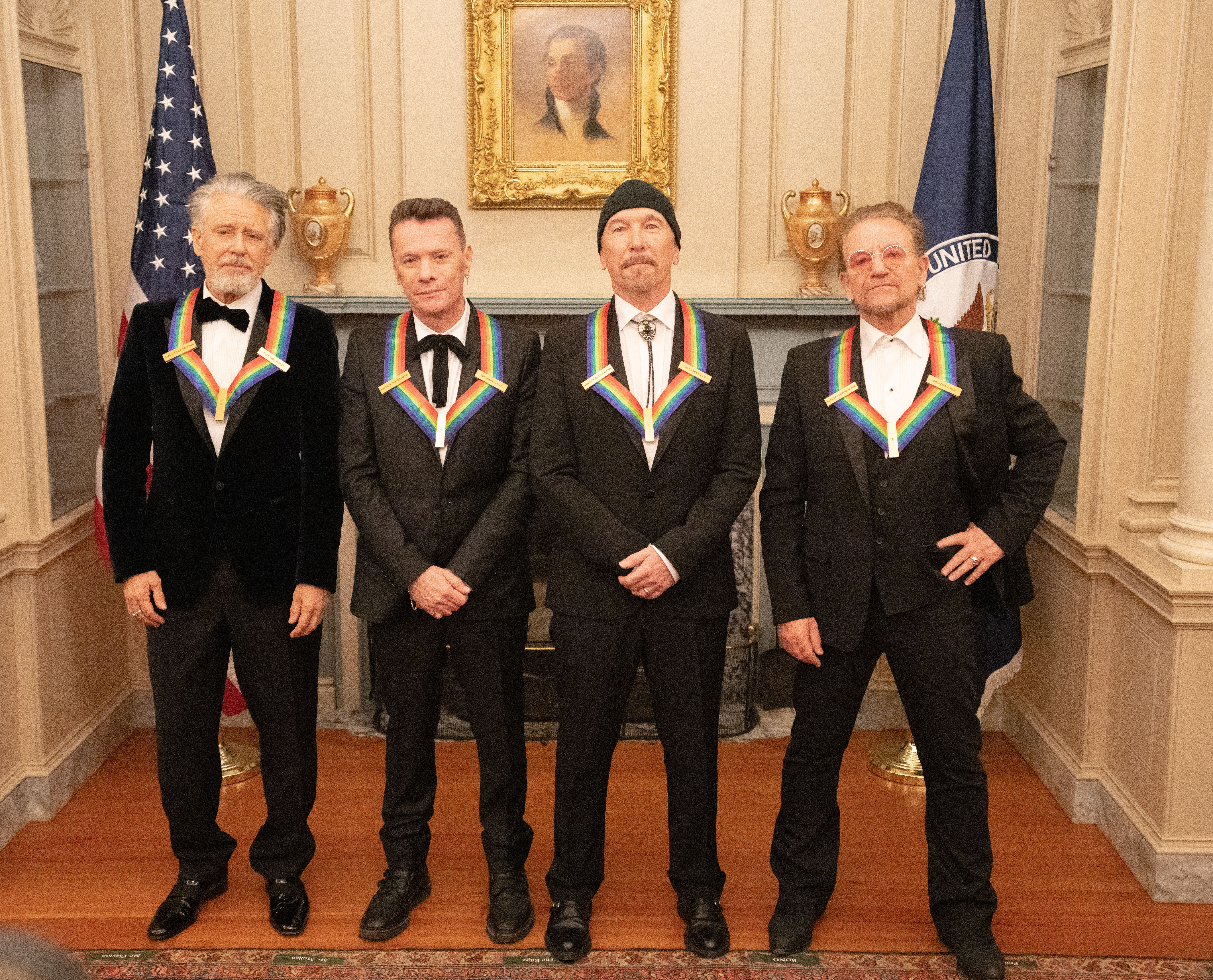
U2 ontving de Kennedy Center Honors in 2022.

Na drie jaar afwezigheid kondigde U2 in 2013 een nieuw album aan. Bassist Adam Clayton maakte bekend dat het album twaalf nummers zou bevatten. Ook maakte hij bekend dat het album ging lijken op zowel oudere U2-albums als op hun nieuwere muziek. In november 2013 bracht de band de single Ordinary Love uit, wat de soundtrack werd van de film Mandela: Long Walk to Freedom. Ook kwam de band begin 2014 met de single Invisible. De opbrengst van dit nummer ging naar een organisatie die tegen aids strijdt.
Tijdens de lancering van de iPhone 6 werd U2 aangekondigd als special guest en zou de band tevens groot nieuws brengen. Naast een optreden werd er bekendgemaakt dat het nieuwe album Songs of Innocence ging heten. Dit kwam uit op 13 oktober. Tijdens het optreden speelde U2 de openingstrack van het album, genaamd: The Miracle (of Joey Ramone). Er werd ook bekendgemaakt dat iTunes-klanten het album al direct, exclusief konden streamen in hun bibliotheek.
Op 8, 9, 12 en 13 september 2015 gaf de band uitverkochte concerten in de Amsterdamse Ziggo Dome, dit als onderdeel van de Innocence + Experience Tour. Op 13 en 14 oktober werd het Sportpaleis in Antwerpen aangedaan als onderdeel van die tour.
Het geplande concert in Parijs werd afgelast vanwege de aanslagen in die stad. De concerten werden op 6 en 7 december 2015 ingehaald. De band Eagles of Death Metal, die tijdens de aanslagen optrad in de Bataclan, was op 7 december special guest.
Bono kondigde in de zomer van 2016 aan dat U2 in 2017 met een nieuw album en een nieuwe tournee zou komen, Songs of Experience. In 2017 bestond het album The Joshua Tree 30 jaar, en om dit te vieren ging U2 op tournee. Op 29 en 30 juli 2017 stond de band in de Amsterdam ArenA, en op 1 augustus in het Koning Boudewijnstadion in Brussel. Voorafgaand aan Songs of Experience, verschenen de singles You're the Best Thing About Me, Get Out of Your Own Way, en na het uitbrengen kwamen nog Summer of Love en Love Is Bigger Than Anything in Its Way op de markt. Eerst wilde U2 Songs of Experience in het najaar van 2016 al uitbrengen, maar vanwege de uitslag van het Brexit-referendum en de verkiezing van Donald Trump tot president van de Verenigde Staten werd de release uitgesteld tot 1 december 2017. Dit omdat de bandleden door deze gebeurtenissen een paar nummers wilden herschrijven of toevoegen.
In het kader van de Experience + Innocence Tour trad U2 op 7 en 8 oktober 2018 op in de Ziggo Dome in Amsterdam.
In november 2019 bracht U2, samen met de Indiase muzikant A.R. Rahman, een nieuwe single uit, getiteld Ahimsa.
Op 14 mei 2021 brachten zanger Bono en gitarist The Edge een nummer uit, samen met de Nederlandse DJ Martin Garrix. Het lied heet We Are the People en werd geschreven ter gelegenheid van het EK voetbal 2021. In november dat jaar bracht U2 voor het eerst in twee jaar weer een nieuwe single uit, Your Song Saved My Life. Deze plaat staat op de soundtrack van de computeranimaterfilm Sing 2, waarin Bono ook als stemacteur fungeert.
De mannen van U2 ontvingen in december 2022 de Kennedy Center Honors vanwege hun podiumkunsten.
Tijdens een concertreeks in Las Vegas in het najaar van 2023 onderging Larry Mullen jr. een operatie. Hij werd tijdens deze concerten tijdelijk vervangen door Krezip-drummer Bram van den Berg.Met deze concertreeks openden ze tevens de nieuwe en futuristische bolvormige concertzaal The Sphere. Concertgangers kunnen zich hier tijdens een concert in een andere omgeving wanen door een enorm bolvormig projectiescherm en ook op de buitenkant kunnen beelden worden geprojecteerd.
In november 2024 werd het album How to Dismantle an Atomic Bomb uitgebracht in een geremasterde versie, getiteld How to Re-Assemble an Atomic Bomb. Op de nieuwe versie verscheen ook een aantal nummers die voor het album werden opgenomen, maar op de plank bleven liggen. Van deze nummers verschenen Country Mile en Picture of You (X+W) in september 2024 gelijktijdig op single, gevolgd door Happiness een maand later.

## Hitlijsten

### Albums
| Album met eventuele hitnotering(en) in de Nederlandse Album Top 100 | Datum van verschijnen | Datum van binnenkomst | Hoogste positie | Aantal weken | Opmerkingen                    |
| ------------------------------------------------------------------- | --------------------- | --------------------- | --------------- | ------------ | ------------------------------ |
| Boy                                                                 | 20-10-1980            | 02-10-1982            | 29              | 3            |                                |
| October                                                             | 12-10-1981            | 14-11-1981            | 31              | 13           |                                |
| War                                                                 | 28-02-1983            | 05-03-1983            | 3               | 34           |                                |
| Under a Blood Red Sky                                               | 21-11-1983            | 03-12-1983            | 5               | 50           | livealbum                      |
| The Unforgettable Fire                                              | 01-10-1984            | 13-10-1984            | 1               | 90           |                                |
| Wide Awake in America                                               | 10-06-1985            | -                     | -               | -            | ep                             |
| The Joshua Tree                                                     | 09-03-1987            | 21-03-1987            | 1(13wk)         | 71           |                                |
| Rattle and Hum                                                      | 10-10-1988            | 22-10-1988            | 1(4wk)          | 67           | studio-/livealbum              |
| Achtung Baby                                                        | 18-11-1991            | 30-11-1991            | 2               | 67           |                                |
| Zooropa                                                             | 05-07-1993            | 17-07-1993            | 1(2wk)          | 35           |                                |
| Original Soundtracks No. 1                                          | 06-11-1995            | 25-11-1995            | 31              | 11           | als Passengers / met Brian Eno |
| Pop                                                                 | 03-03-1997            | 15-03-1997            | 1(1wk)          | 27           |                                |
| The Best of 1980-1990                                               | 03-11-1998            | 14-11-1998            | 1(10wk)         | 132          | verzamelalbum                  |
| All That You Can't Leave Behind                                     | 30-10-2000            | 04-11-2000            | 1(6wk)          | 77           |                                |
| The Best of 1990-2000                                               | 05-11-2002            | 16-11-2002            | 1(2wk)          | 39           | verzamelalbum                  |
| How to Dismantle an Atomic Bomb                                     | 22-11-2004            | 27-11-2004            | 1(4wk)          | 68           |                                |
| U218 Singles                                                        | 17-11-2006            | 25-11-2006            | 3               | 44           | verzamelalbum                  |
| The Joshua Tree (20th Anniversary)                                  | 30-11-2007            | 15-12-2007            | 28              | 10           |                                |
| No Line on the Horizon                                              | 27-02-2009            | 07-03-2009            | 1(2wk)          | 60           | platina                        |
| The Unforgettable Fire (25th Anniversary Edition)                   | 27-10-2009            | 31-10-2009            | 20              | 3            |                                |
| Achtung Baby (20th Anniversary Edition)                             | 31-10-2011            | 05-11-2011            | 8               | 10           |                                |
| Songs of Innocence                                                  | 09-09-2014            | 18-10-2014            | 1(1wk)          | 41           |                                |
| The Joshua Tree (30th Anniversary)                                  | 02-06-2017            | 10-06-2017            | 7               | 10           |                                |
| Songs of Experience                                                 | 01-12-2017            | 09-12-2017            | 1(1wk)          | 18           |                                |
| Songs of Surrender                                                  | 17-03-2023            | -                     | -               | -            |                                |

| Album met hitnotering(en) in de Vlaamse Ultratop 200 albums | Datum van verschijnen | Datum van binnenkomst | Hoogste positie | Aantal weken | Opmerkingen    |
| ----------------------------------------------------------- | --------------------- | --------------------- | --------------- | ------------ | -------------- |
| Original Soundtracks No. 1                                  | 06-11-1995            | 02-12-1995            | 35              | 3            | als Passengers |
| Pop                                                         | 03-03-1997            | 15-03-1997            | 1(3wk)          | 29           |                |
| Achtung Baby                                                | 18-11-1991            | 19-07-1997            | 31              | 5            |                |
| The Joshua Tree                                             | 09-03-1987            | 09-08-1997            | 24              | 11           |                |
| Under a Blood Red Sky                                       | 07-11-1983            | 16-08-1997            | 39              | 5            | livealbum      |
| The Best of 1980-1990                                       | 03-11-1998            | 07-11-1998            | 1(6wk)          | 84           | verzamelalbum  |
| All That You Can't Leave Behind                             | 30-10-2000            | 04-11-2000            | 1               | 40           |                |
| The Best of 1990-2000                                       | 05-11-2002            | 16-11-2002            | 1(5wk)          | 67           | verzamelalbum  |
| How to Dismantle an Atomic Bomb                             | 22-11-2004            | 27-11-2004            | 1(6wk)          | 60           |                |
| U218 Singles                                                | 17-11-2006            | 25-11-2006            | 2               | 32           | verzamelalbum  |
| Boy                                                         | 20-10-1980            | 26-07-2008            | 60              | 3            |                |
| October                                                     | 12-10-1981            | 26-07-2008            | 56              | 5            |                |
| War                                                         | 28-02-1983            | 26-07-2008            | 51              | 3            |                |
| No Line on the Horizon                                      | 27-02-2009            | 07-03-2009            | 1(4wk)          | 52           | platina        |
| The Unforgettable Fire (25th Anniversary Edition)           | 23-10-2009            | 31-10-2009            | 41              | 3            |                |
| Achtung Baby - 20th Anniversary Deluxe Edition              | 28-10-2011            | 05-11-2011            | 33              | 7            |                |
| Songs of Innocence                                          | 09-09-2014            | 25-10-2014            | 2               | 51           |                |
| The Unforgettable Fire                                      | 01-10-1984            | 08-11-2014            | 166             | 1            |                |
| Songs of Innocence +                                        | 18-11-2014            | 29-11-2014            | 19              | 1            |                |
| The Joshua Tree (30th Anniversary)                          | 02-06-2017            | 10-06-2017            | 8               | 23           |                |
| Songs of Experience                                         | 01-12-2017            | 09-12-2017            | 1               | 25           |                |
| Songs of Surrender                                          | 17-03-2023            | -                     | -               | -            |                |

### Singles
| Single met eventuele hitnotering(en) in de Nederlandse Top 40 | Datum van verschijnen | Datum van binnenkomst | Hoogste positie | Aantal weken | Opmerkingen                                                                  |
| ------------------------------------------------------------- | --------------------- | --------------------- | --------------- | ------------ | ---------------------------------------------------------------------------- |
| I Will Follow (Live)                                          | 14-05-1982            | 11-09-1982            | 12              | 6            | nr. 22 in de Nationale Hitparade                                             |
| New Year's Day                                                | 01-01-1983            | 05-02-1983            | 11              | 7            | nr. 9 in de Nationale Hitparade                                              |
| Pride (In the Name of Love)                                   | 04-09-1984            | 15-09-1984            | 8               | 11           | nr. 5 in de Nationale Hitparade                                              |
| The Unforgettable Fire                                        | 01-04-1985            | 04-05-1985            | 8               | 9            | nr. 4 in de Nationale Hitparade / Veronica Alarmschijf Hilversum 3           |
| Sunday Bloody Sunday                                          | 11-03-1983            | 21-09-1985            | 3               | 11           | nr. 3 in de Nationale Hitparade / Veronica Alarmschijf Hilversum 3           |
| With or Without You                                           | 21-03-1987            | 28-03-1987            | 2               | 12           | nr. 2 in de Nationale Hitparade Top 100 / Veronica Alarmschijf Radio 3       |
| I Still Haven't Found What I'm Looking For                    | 05-1987               | 13-06-1987            | 6               | 9            | nr. 6 in de Nationale Hitparade Top 100                                      |
| Where the Streets Have No Name                                | 04-08-1987            | 05-09-1987            | 10              | 8            | nr. 7 in de Nationale Hitparade Top 100                                      |
| The 7 Missing Tracks Plus the Singles                         | 1988                  | 25-06-1988            | tip12           | -            | nr. 60 in de Nationale Hitparade Top 100                                     |
| Desire                                                        | 09-1988               | 01-10-1988            | 2               | 11           | nr. 2 in de Nationale Hitparade Top 100 / Veronica Alarmschijf Radio 3       |
| Angel of Harlem                                               | 01-12-1988            | 17-12-1988            | 8               | 7            | nr. 10 in de Nationale Hitparade Top 100 / Veronica Alarmschijf Radio 3      |
| When Love Comes to Town                                       | 04-1989               | 08-04-1989            | 9               | 8            | met B.B. King / nr. 10 in de Nationale Hitparade Top 100                     |
| All I Want Is You                                             | 13-06-1989            | 24-06-1989            | 12              | 7            | nr. 12 in de Nationale Hitparade Top 100                                     |
| Everlasting Love                                              | 1990                  | 06-01-1990            | 10              | 7            | nr. 10 in de Nationale Top 100                                               |
| The Fly                                                       | 12-10-1991            | 02-11-1991            | 4               | 8            | nr. 5 in de Nationale Top 100                                                |
| Mysterious Ways                                               | 25-11-1991            | 07-12-1991            | 8               | 7            | nr. 13 in de Nationale Top 100 / Veronica Alarmschijf Radio 3                |
| One                                                           | 06-03-1992            | 14-03-1992            | 11              | 6            | nr. 12 in de Nationale Top 100                                               |
| Even Better Than the Real Thing                               | 07-06-1992            | 27-06-1992            | 8               | 8            | nr. 11 in de Nationale Top 100                                               |
| Who's Gonna Ride Your Wild Horses                             | 08-1992               | 05-12-1992            | 13              | 6            | nr. 14 in de Nationale Top 100 / Veronica Alarmschijf Radio 3                |
| Stay (Faraway, So Close!)                                     | 22-11-1993            | 04-12-1993            | 10              | 8            | nr. 10 in de Mega Top 50                                                     |
| Hold Me, Thrill Me, Kiss Me, Kill Me                          | 05-06-1995            | 17-06-1995            | 9               | 8            | nr. 7 in de Mega Top 50                                                      |
| Miss Sarajevo                                                 | 01-11-1995            | 02-12-1995            | 5               | 14           | als Passengers / met Brian Eno & Luciano Pavarotti / nr. 5 in de Mega Top 50 |
| Discothèque                                                   | 03-02-1997            | 15-02-1997            | 9               | 4            | nr. 6 in de Mega Top 100                                                     |
| Staring at the Sun                                            | 15-04-1997            | 03-05-1997            | 22              | 3            | nr. 19 in de Mega Top 100                                                    |
| Last Night on Earth                                           | 14-07-1997            | 09-08-1997            | 17              | 4            | nr. 14 in de Mega Top 100                                                    |
| Please                                                        | 20-10-1997            | 11-10-1997            | 11              | 5            | nr. 6 in de Mega Top 100                                                     |
| If God Will Send His Angels                                   | 08-12-1997            | 27-12-1997            | 30              | 3            | nr. 24 in de Mega Top 100                                                    |
| Sweetest Thing                                                | 20-10-1998            | 07-12-1998            | 9               | 5            | nr. 7 in de Mega Top 100 / Alarmschijf                                       |
| Beautiful Day                                                 | 09-10-2000            | 23-09-2000            | 1(2wk)          | 17           | nr. 1 in de Mega Top 100 / Alarmschijf                                       |
| Stuck in a Moment You Can't Get Out Of                        | 29-01-2001            | 20-01-2001            | 7               | 10           | nr. 12 in de Mega Top 100                                                    |
| New Years Dub                                                 | 2001                  | 26-05-2001            | tip3            | -            | met Musique / nr. 55 in de Mega Top 100                                      |
| Elevation                                                     | 12-06-2001            | 07-07-2001            | 1(1wk)          | 14           | nr. 1 in de Mega Top 100 / Alarmschijf                                       |
| Walk On                                                       | 20-02-2001            | 24-11-2001            | 10              | 9            | nr. 8 in de Mega Top 100 / Alarmschijf                                       |
| Electrical Storm                                              | 21-10-2002            | 26-10-2002            | 4               | 8            | nr. 4 in de Mega Top 100 / Alarmschijf                                       |
| Take Me to the Clouds Above                                   | 26-01-2004            | 27-03-2004            | 20              | 9            | met LMC / nr. 16 in de Mega Top 50 / Dancesmash op Radio 538                 |
| Vertigo                                                       | 08-11-2004            | 13-11-2004            | 2               | 14           | nr. 2 in de Mega Top 50                                                      |
| Sometimes You Can't Make It on Your Own                       | 07-02-2005            | 12-02-2005            | 4               | 21           | nr. 5 in de Mega Top 50 / Alarmschijf                                        |
| City of Blinding Lights                                       | 06-06-2005            | 18-06-2005            | 3               | 12           | nr. 3 in de Mega Top 50 / Alarmschijf                                        |
| All Because of You                                            | 08-02-2005            | 08-10-2005            | 6               | 8            | nr. 4 in de Mega Top 50 / Alarmschijf                                        |
| Original of the Species                                       | 11-2004               | 18-02-2006            | 15              | 5            | Alarmschijf                                                                  |
| One                                                           | 2006                  | 15-04-2006            | 2               | 22           | met Mary J. Blige / nr. 3 in de Mega Top 50                                  |
| The Saints Are Coming                                         | 31-10-2006            | 11-11-2006            | 1(2wk)          | 7            | met Green Day / nr. 1 in de Mega Top 50 / 3FM Megahit                        |
| Window in the Skies                                           | 01-01-2007            | 13-01-2007            | 1(2wk)          | 11           | nr. 2 in de Mega Top 50 / Alarmschijf                                        |
| Exit                                                          | 2008                  | -                     | -               | -            | nr. 46 in de Mega Top 50                                                     |
| Get On Your Boots                                             | 23-01-2009            | 07-02-2009            | 16              | 7            | nr. 5 in de Mega Top 50 / 3FM Megahit                                        |
| Magnificent                                                   | 04-05-2009            | 28-03-2009            | 18              | 6            | nr. 6 in de Mega Top 50 / 3FM Megahit                                        |
| I'll Go Crazy If I Don't Go Crazy Tonight                     | 17-08-2009            | 11-07-2009            | tip4            | -            | nr. 14 in de Mega Top 50                                                     |
| Ordinary Love                                                 | 29-11-2013            | 14-12-2013            | 7               | 17           | nr. 6 in de Mega Top 50 / Alarmschijf                                        |
| Invisible                                                     | 02-02-2014            | 15-02-2014            | tip8            | -            | nr. 66 in de Single Top 100                                                  |
| The Miracle (of Joey Ramone)                                  | 2014                  | 27-09-2014            | 33              | 2            | NPO 3FM Megahit                                                              |
| Every Breaking Wave                                           | 2014                  | 22-11-2014            | tip3            | -            |                                                                              |
| Xxx.                                                          | 2017                  | -                     | -               | -            | met Kendrick Lamar / nr. 60 in de B2B Single Top 100                         |
| You're the Best Thing About Me                                | 2017                  | 16-09-2017            | tip15           | -            |                                                                              |
| Summer of Love                                                | 2018                  | 20-01-2018            | tip14           | -            |                                                                              |
| Your Song Saved My Life                                       | 03-11-2021            | 06-11-2021            | tip16           | -            | Soundtrack Sing 2                                                            |
| Atomic City                                                   | 29-09-2023            | 30-09-2023            | tip28*          | -            |                                                                              |

| Single met hitnotering(en) in de Vlaamse Ultratop 50 | Datum van verschijnen | Datum van binnenkomst | Hoogste positie | Aantal weken | Opmerkingen                                                   |
| ---------------------------------------------------- | --------------------- | --------------------- | --------------- | ------------ | ------------------------------------------------------------- |
| I Will Follow (live)                                 | 05-10-1981            | 02-10-1982            | 21              | 4            | nr. 21 in de Radio 2 Top 30                                   |
| New Year's Day                                       | 10-01-1983            | 19-02-1983            | 17              | 7            | nr. 20 in de Radio 2 Top 30                                   |
| Pride (In the Name of Love)                          | 04-09-1984            | 29-09-1984            | 6               | 12           | nr. 5 in de Radio 2 Top 30                                    |
| The Unforgettable Fire                               | 22-04-1985            | 11-05-1985            | 11              | 9            | nr. 12 in de Radio 2 Top 30                                   |
| Sunday Bloody Sunday                                 | 11-03-1983            | 05-10-1985            | 11              | 8            | nr. 14 in de Radio 2 Top 30                                   |
| With or Without You                                  | 21-03-1987            | 04-04-1987            | 3               | 11           | nr. 4 in de Radio 2 Top 30                                    |
| I Still Haven't Found What I'm Looking For           | 25-05-1987            | 13-06-1987            | 20              | 10           | nr. 13 in de Radio 2 Top 30                                   |
| Where the Streets Have No Name                       | 31-08-1987            | 12-09-1987            | 19              | 6            | nr. 23 in de Radio 2 Top 30                                   |
| Desire                                               | 19-09-1988            | 08-10-1988            | 7               | 10           | nr. 3 in de Radio 2 Top 30                                    |
| Angel of Harlem                                      | 05-12-1988            | 24-12-1988            | 23              | 8            | nr. 11 in de Radio 2 Top 30                                   |
| When Love Comes to Town                              | 03-04-1989            | 22-04-1989            | 16(2wk)         | 7            | met B.B. King / nr. 20 in de Radio 2 Top 30                   |
| All I Want Is You                                    | 13-06-1989            | 08-07-1989            | 27              | 4            | nr. 19 in de Radio 2 Top 30                                   |
| Everlasting Love                                     | 13-06-1989            | 27-01-1990            | 32              | 4            | nr. 22 in de Radio 2 Top 30                                   |
| The Fly                                              | 21-10-1991            | 09-11-1991            | 9               | 8            | nr. 5 in de Radio 2 Top 30                                    |
| Mysterious Ways                                      | 24-11-1991            | 21-12-1991            | 12              | 8            | nr. 6 in de Radio 2 Top 30                                    |
| One                                                  | 03-03-1992            | 04-04-1992            | 26              | 5            | nr. 19 in de Radio 2 Top 30                                   |
| Even Better Than the Real Thing                      | 01-05-1992            | 11-07-1992            | 21              | 12           | nr. 18 in de Radio 2 Top 30                                   |
| Who's Gonna Ride Your Wild Horses                    | 16-11-1992            | 19-12-1992            | 32(2wk)         | 7            | nr. 26 in de Radio 2 Top 30                                   |
| Lemon                                                | 07-11-1993            | 27-11-1993            | 39              | 1            | nr. 27 in de Radio 2 Top 30                                   |
| Stay (Faraway, So Close!)                            | 22-11-1993            | 25-12-1993            | 13              | 10           | nr. 12 in de Radio 2 Top 30                                   |
| Hold Me, Thrill Me, Kiss Me, Kill Me                 | 05-06-1995            | 17-06-1995            | 15(2wk)         | 18           | nr. 15 in de Radio 2 Top 30                                   |
| Miss Sarajevo                                        | 13-11-1995            | 16-12-1995            | 5               | 21           | als Passengers / nr. 5 in de Radio 2 Top 30                   |
| Theme from Mission: Impossible                       | 04-06-1996            | 22-06-1996            | 15              | 15           | als Adam Clayton & Larry Mullen / nr. 15 in de Radio 2 Top 30 |
| Discothèque                                          | 03-02-1997            | 15-02-1997            | 14              | 8            | nr. 14 in de Radio 2 Top 30                                   |
| Staring at the Sun                                   | 15-04-1997            | 10-05-1997            | 46              | 1            |                                                               |
| Last Night on Earth                                  | 14-07-1997            | 16-08-1997            | 29              | 4            | nr. 29 in de Radio 2 Top 30                                   |
| Please                                               | 20-10-1997            | 04-10-1997            | 31              | 6            |                                                               |
| If God Will Send His Angels                          | 08-12-1997            | 20-12-1997            | tip4            | -            |                                                               |
| Sweetest Thing                                       | 19-10-1998            | 31-10-1998            | 23              | 8            | nr. 23 in de Radio 2 Top 30                                   |
| Beautiful Day                                        | 09-10-2000            | 21-10-2000            | 8               | 9            | nr. 8 in de Radio 2 Top 30                                    |
| Stuck in a Moment You Can't Get Out Of               | 29-01-2001            | 17-02-2001            | 31              | 3            |                                                               |
| Elevation                                            | 02-07-2001            | 21-07-2001            | 14              | 9            |                                                               |
| Walk On                                              | 15-10-2001            | 24-11-2001            | tip6            | -            |                                                               |
| Electrical Storm                                     | 21-10-2002            | 02-11-2002            | 23              | 4            |                                                               |
| Take Me to the Clouds Above                          | 26-01-2004            | 28-02-2004            | 16              | 11           | met LMC                                                       |
| Vertigo                                              | 08-11-2004            | 20-11-2004            | 16              | 12           |                                                               |
| Sometimes You Can't Make It on Your Own              | 07-02-2005            | 26-02-2005            | 31              | 9            | nr. 16 in de Radio 2 Top 30                                   |
| City of Blinding Lights                              | 13-06-2005            | 25-06-2005            | 29              | 3            |                                                               |
| All Because of You                                   | 13-06-2005            | 22-10-2005            | 27              | 3            |                                                               |
| Original of the Species                              | 22-11-2004            | 11-03-2006            | tip13           | -            |                                                               |
| One                                                  | 07-04-2006            | 06-05-2006            | 6(3wk)          | 22           | met Mary J Blige / nr. 6 in de Radio 2 Top 30                 |
| The Saints Are Coming                                | 03-11-2006            | 18-11-2006            | 2               | 8            | met Green Day                                                 |
| Window in the Skies                                  | 05-01-2007            | 27-01-2007            | 22(3wk)         | 11           | nr. 23 in de Radio 2 Top 30                                   |
| Get On Your Boots                                    | 12-01-2009            | 07-02-2009            | 14              | 12           |                                                               |
| Magnificent                                          | 23-03-2009            | 14-03-2009            | 27              | 11           |                                                               |
| I'll Go Crazy If I Don't Go Crazy Tonight            | 29-06-2009            | 19-09-2009            | 18              | 2            |                                                               |
| Ordinary Love                                        | 02-12-2013            | 14-12-2013            | 14              | 13           | nr. 10 in de Radio 2 Top 30                                   |
| Invisible                                            | 03-02-2014            | 15-02-2014            | 43              | 1            |                                                               |
| The Miracle (of Joey Ramone)                         | 09-09-2014            | 18-10-2014            | tip13           | -            |                                                               |
| Every Breaking Wave                                  | 17-11-2014            | 29-11-2014            | tip7            | -            |                                                               |
| Song for Someone                                     | 18-05-2015            | 06-06-2015            | tip26           | -            |                                                               |
| You're the Best Thing About Me                       | 06-09-2017            | 23-09-2017            | 29              | 4            | nr. 25 in de Radio 2 Top 30                                   |
| Get Out of Your Own Way                              | 30-10-2017            | 11-11-2017            | tip6            | -            | met Kendrick Lamar                                            |
| Ahimsa                                               | 22-11-2019            | 30-11-2019            | tip10           | -            | met A.R. Rahman                                               |

### Dvd's
| Dvd's met hitnoteringen in de Nederlandse Music Top 30 | Datum van verschijnen | Datum van binnenkomst | Hoogste positie | Aantal weken | Opmerkingen                 |
| ------------------------------------------------------ | --------------------- | --------------------- | --------------- | ------------ | --------------------------- |
| Rattle & Hum                                           | 2001                  | 04-09-2001            | 1(7wk)          | 78           |                             |
| Elevation 2001 - Live from Boston                      | 2001                  | 08-12-2001            | 1(7wk)          | 52           |                             |
| The Best of 1990-2000                                  | 2002                  | 07-12-2002            | 2               | 25           |                             |
| Go Home - Live from Slane Castle                       | 2003                  | 22-11-2003            | 1(3wk)          | 84           |                             |
| 05 Vertigo - Live from Chicago                         | 2005                  | 26-11-2005            | 1(8wk)          | 54           | best verkochte dvd van 2005 |
| Zoo TV - Live from Sydney                              | 2006                  | 30-09-2006            | 1(5wk)          | 34           |                             |
| 18 Singles                                             | 2006                  | 02-12-2006            | 3               | 26           |                             |
| Popmart - Live from Mexico                             | 2007                  | 22-09-2007            | 2               | 25           |                             |
| Live at Red Rock "Under a Red Blood Sky"               | 2008                  | 04-10-2008            | 5               | 17           |                             |
| 360 at the Rose Bowl                                   | 2010                  | 12-06-2010            | 1(5wk)          | 78           |                             |
| From the Sky Down                                      | 2011                  | 17-12-2011            | 13              | 6            |                             |
| Innocence + Experience - Live in Paris                 | 2016                  | 11-06-2016            | 1(4wk)          | 123          |                             |

| Dvd's met hitnoteringen in de Vlaamse Ultratop muziek-dvd top 10/20 | Datum van verschijnen | Datum van binnenkomst | Hoogste positie | Aantal weken | Opmerkingen |
| ------------------------------------------------------------------- | --------------------- | --------------------- | --------------- | ------------ | ----------- |
| Go Home - Live from Slane Castle                                    | 2004                  | 12-06-2004            | 2               | 20           |             |
| 05 Vertigo - Live from Chicago                                      | 2005                  | 19-11-2005            | 1(4wk)          | 36           |             |
| Zoo TV - Live from Sydney                                           | 2006                  | 23-09-2006            | 1(6wk)          | 11           |             |
| 18 Singles                                                          | 2006                  | 02-12-2006            | 6               | 3            |             |
| Popmart - Live from Mexico                                          | 2007                  | 15-09-2007            | 1(2wk)          | 9            |             |
| Live at Red Rocks "Under a Red Blood Sky"                           | 2008                  | 04-10-2008            | 2               | 6            |             |
| 360 at the Rose Bowl                                                | 2010                  | 12-06-2010            | 1(9wk)          | 85           |             |

### NPO Radio 2 Top 2000
| Nummers met noteringen in de NPO Radio 2 Top 2000 | '99 | '00 | '01 | '02 | '03  | '04 | '05  | '06 | '07 | '08  | '09  | '10  | '11  | '12  | '13  | '14  | '15  | '16  | '17  | '18  | '19  | '20  | '21  | '22  | '23  | '24  |
| ------------------------------------------------- | --- | --- | --- | --- | ---- | --- | ---- | --- | --- | ---- | ---- | ---- | ---- | ---- | ---- | ---- | ---- | ---- | ---- | ---- | ---- | ---- | ---- | ---- | ---- | ---- |
| All I Want Is You                                 | -   | 266 | -   | -   | -    | 402 | 354  | 365 | 345 | 444  | 533  | 570  | 491  | 366  | 438  | 511  | 617  | 718  | 592  | 761  | 790  | 799  | 920  | 992  | 1039 | 947  |
| Angel of Harlem                                   | -   | -   | -   | -   | -    | -   | -    | -   | -   | -    | -    | -    | -    | -    | -    | 1316 | 1275 | 1374 | 1409 | 1498 | 1476 | 1579 | 1727 | -    | -    | 1772 |
| Bad                                               | -   | -   | -   | -   | -    | -   | -    | -   | 365 | 1608 | 171  | 162  | 213  | 166  | 171  | 155  | 159  | 188  | 158  | 194  | 196  | 215  | 240  | 247  | 254  | 257  |
| Beautiful Day                                     | ×   | -   | -   | -   | 807  | 71  | 54   | 59  | 262 | 121  | 118  | 137  | 121  | 96   | 139  | 182  | 191  | 184  | 208  | 201  | 223  | 204  | 253  | 307  | 297  | 231  |
| Bullet the Blue Sky                               | -   | -   | -   | -   | -    | -   | -    | -   | -   | -    | -    | -    | -    | -    | -    | -    | -    | -    | -    | 1802 | 1680 | -    | -    | -    | -    | -    |
| City of Blinding Lights                           | ×   | ×   | ×   | ×   | ×    | ×   | -    | -   | -   | -    | -    | -    | -    | -    | -    | -    | -    | 1381 | 1516 | 1255 | 1434 | 1445 | 1594 | 1738 | 1824 | 1506 |
| Elevation                                         | ×   | ×   | -   | -   | -    | -   | -    | -   | -   | -    | -    | -    | -    | -    | -    | -    | 1910 | 1896 | 1716 | 1808 | 1967 | -    | -    | -    | -    | 1988 |
| Every Breaking Wave                               | ×   | ×   | ×   | ×   | ×    | ×   | ×    | ×   | ×   | ×    | ×    | ×    | ×    | ×    | ×    | -    | 1254 | 1801 | -    | -    | -    | -    | -    | -    | -    | -    |
| Gloria                                            | -   | -   | -   | -   | -    | -   | -    | -   | -   | -    | -    | -    | -    | -    | -    | -    | -    | -    | -    | -    | 1677 | 1757 | 1847 | 1734 | 1873 | -    |
| I Still Haven't Found What I'm Looking For        | 75  | -   | 97  | 88  | 118  | 111 | 92   | 72  | 73  | 84   | 102  | 107  | 102  | 121  | 116  | 124  | 132  | 142  | 123  | 128  | 121  | 125  | 142  | 143  | 144  | 128  |
| I Will Follow                                     | -   | 248 | 464 | 266 | 469  | 368 | 425  | 452 | 463 | 419  | 645  | 638  | 745  | 407  | 523  | 502  | 601  | 606  | 450  | 687  | 541  | 542  | 594  | 664  | 658  | 812  |
| Magnificent                                       | ×   | ×   | ×   | ×   | ×    | ×   | ×    | ×   | ×   | ×    | 330  | 432  | 662  | 775  | 775  | 1065 | 1207 | 1471 | 1717 | 1905 | 1710 | -    | -    | -    | -    | -    |
| Mysterious Ways                                   | -   | -   | -   | -   | -    | -   | -    | -   | -   | -    | -    | -    | -    | -    | -    | 1775 | 1693 | 1954 | 1900 | 1908 | 1893 | -    | -    | -    | -    | -    |
| New Year's Day                                    | -   | 79  | 121 | 112 | 143  | 152 | 165  | 172 | 215 | 155  | 307  | 377  | 407  | 339  | 381  | 412  | 493  | 534  | 407  | 428  | 431  | 440  | 546  | 602  | 587  | 497  |
| One Tree Hill                                     | -   | -   | -   | -   | -    | -   | -    | -   | -   | -    | -    | -    | -    | -    | -    | -    | -    | -    | -    | -    | -    | 1894 | 1961 | -    | -    | -    |
| One (met Mary J. Blige)                           | ×   | ×   | ×   | ×   | ×    | ×   | ×    | -   | -   | -    | 648  | 386  | 471  | 178  | 163  | 149  | 179  | 236  | 233  | 181  | 188  | 170  | 195  | 227  | 204  | 228  |
| One                                               | -   | -   | 689 | 766 | 82   | 14  | 17   | 6   | 8   | 10   | 14   | 14   | 13   | 17   | 19   | 22   | 24   | 31   | 32   | 50   | 57   | 67   | 74   | 94   | 100  | 85   |
| Ordinary Love                                     | ×   | ×   | ×   | ×   | ×    | ×   | ×    | ×   | ×   | ×    | ×    | ×    | ×    | ×    | -    | 294  | 447  | 705  | 831  | 762  | 866  | 868  | 1043 | 1336 | 1447 | 1823 |
| Pride (In the Name of Love)                       | 58  | 47  | 130 | 126 | 182  | 125 | 140  | 137 | 171 | 135  | 217  | 250  | 253  | 239  | 283  | 347  | 294  | 362  | 419  | 258  | 231  | 225  | 298  | 311  | 298  | 250  |
| Running to Stand Still                            | -   | -   | -   | -   | -    | -   | -    | -   | -   | -    | -    | -    | -    | -    | -    | -    | -    | -    | -    | 1028 | 936  | 1002 | 1152 | 1147 | 1207 | 856  |
| Sometimes You Can't Make It on Your Own           | ×   | ×   | ×   | ×   | ×    | ×   | -    | -   | 445 | 1746 | 839  | 787  | 844  | 1150 | 744  | 1001 | 1052 | 1445 | 1502 | 1812 | 1797 | -    | -    | -    | -    | -    |
| Stay (Faraway, So Close!)                         | -   | -   | -   | -   | -    | -   | -    | -   | -   | -    | -    | -    | -    | -    | -    | 1757 | 1946 | -    | -    | -    | -    | -    | -    | -    | -    | -    |
| Stuck in a Moment You Can't Get Out Of            | ×   | ×   | -   | -   | 1367 | 409 | 511  | 631 | 778 | 686  | 889  | 836  | 723  | 786  | 792  | 951  | 1098 | 1269 | 1486 | 1389 | 1581 | 1430 | 1762 | 1730 | 1813 | 1190 |
| Sunday Bloody Sunday                              | 18  | 13  | 31  | 24  | 37   | 29  | 39   | 41  | 65  | 41   | 57   | 55   | 66   | 55   | 62   | 62   | 57   | 49   | 47   | 69   | 61   | 52   | 61   | 75   | 69   | 64   |
| Sweetest Thing                                    | -   | -   | -   | -   | -    | -   | -    | -   | -   | -    | 1972 | -    | 1713 | 1981 | 1722 | -    | -    | -    | -    | -    | -    | -    | -    | -    | -    | -    |
| The Saints Are Coming (met Green Day)             | ×   | ×   | ×   | ×   | ×    | ×   | ×    | -   | -   | -    | -    | -    | -    | -    | -    | -    | 1186 | 1481 | 1587 | 1374 | 1349 | 1239 | 1470 | 1389 | 1604 | 1174 |
| The Unforgettable Fire                            | -   | 42  | 74  | 56  | 73   | 83  | 117  | 114 | 129 | 97   | 127  | 150  | 157  | 129  | 124  | 122  | 120  | 127  | 129  | 173  | 171  | 187  | 206  | 231  | 217  | 200  |
| Vertigo                                           | ×   | ×   | ×   | ×   | ×    | -   | -    | -   | 486 | 1785 | 637  | 606  | 709  | 724  | 708  | 1023 | 1192 | 1286 | 1148 | 1250 | 1381 | 1427 | 1777 | 1781 | 1862 | 1443 |
| Walk On                                           | ×   | ×   | -   | -   | -    | -   | 1319 | 781 | 764 | 1236 | 1037 | 1064 | 1113 | 1097 | 1093 | 1471 | 1535 | 1829 | -    | -    | -    | -    | -    | -    | -    | -    |
| When Love Comes to Town (met B.B. King)           | -   | -   | -   | -   | -    | -   | -    | -   | -   | -    | -    | -    | -    | -    | -    | -    | 749  | 954  | 1099 | 1104 | 1123 | 1091 | 1212 | 1330 | 1268 | 1372 |
| Where the Streets Have No Name                    | -   | 64  | 143 | 92  | 114  | 118 | 103  | 98  | 109 | 103  | 122  | 117  | 146  | 148  | 107  | 120  | 119  | 112  | 71   | 112  | 98   | 99   | 114  | 123  | 128  | 97   |
| With or Without You                               | 51  | 26  | 52  | 35  | 40   | 38  | 47   | 48  | 48  | 46   | 62   | 62   | 86   | 53   | 47   | 45   | 56   | 59   | 41   | 52   | 55   | 53   | 67   | 79   | 63   | 130  |

1. ↑  Een '-' betekent dat het nummer niet was genoteerd, een '×' betekent dat het nummer nog niet was uitgebracht en een vetgedrukt getal geeft de hoogste notering van een nummer aan.

## Tournees
- U23, 1979 – februari 1980

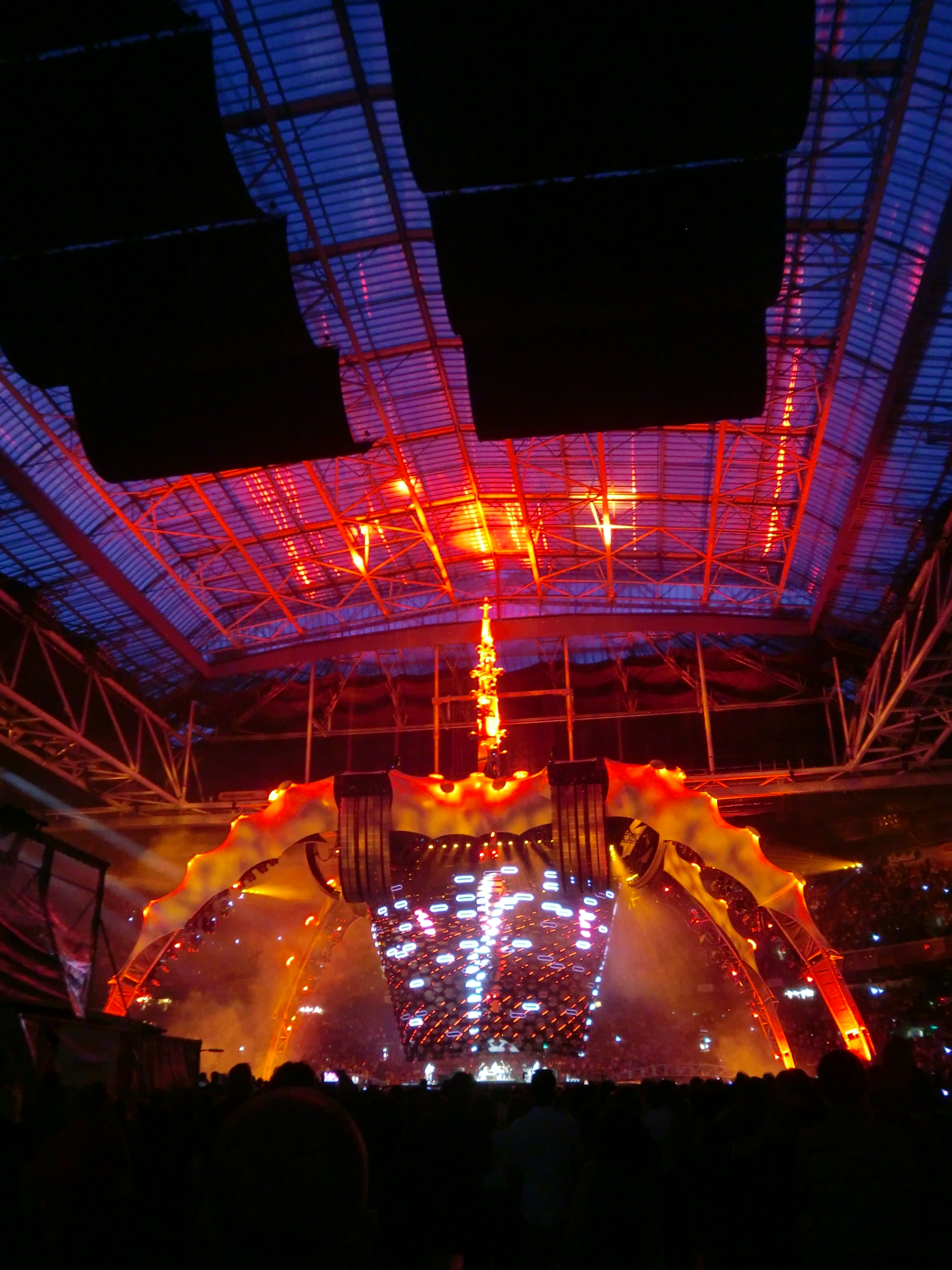
360° Tour, Amsterdam ArenA, 20 juli 2009

- 11 O'clock Tick Tock, mei–juli 1980
- Boy, 1980–1981
- October, 1981–1982

Deze tournee brengt hen onder andere naar Zaal Volksbelang in Mechelen (10 december 1982).
- War, 1983
- Under Australian Skies, 1984
- The Unforgettable Fire, 1984–1986
- The Joshua Tree, 1987
- Love Town Tour, met B.B. King 1989–1990
- ZooTV / Zooropa/ Zoomerang/ New Zooland, 1992–1993

Parodie op de moderne wereld van tv, rockmuziek, etc. Deels geïnspireerd door de live oorlogverslagen van de Amerikaanse nieuwszender CNN tijdens de Golfoorlog.
- Popmart, 1997–1998

De tournee was een enorm spektakel, met onder meer een 50 meter lang videoscherm. Hoewel succesvol, kwamen er ook vrij veel negatieve reacties op: zo werd onder andere gezegd dat U2 te ver was gegaan met de "ironische" aanpak.
- Elevation, 2001

Deze tournee, eenvoudiger van opzet dan de vorige, werd wederom een wereldwijd succes; alleen de tournee Voodoo Lounge van The Rolling Stones was succesvoller.
- Vertigo, 2005

Begon op 28 maart 2005 in de Verenigde Staten.
Europese tournee die begon op 10 juni in het Koning Boudewijnstadion in Brussel.
13, 15 en 16 juli in de Amsterdam ArenA. Deze concerten bevatten nummers uit de hele carrière, van I Will Follow (hun eerste hit in Nederland) via New Year's Day en Running to Stand Still (opgedragen aan Theo van Gogh) tot en met een handjevol nummers van How to Dismantle an Atomic Bomb, waaronder op 13 en 15 juli zowel aan het begin als het eind van het concert de titelsong van deze tournee. Ook werd er een nummer opgedragen aan Herman Brood. Opvallend is dat tijdens het optreden op 16 juli 2005 het nummer Miss Sarajevo werd gespeeld. Dit was pas de derde keer ooit dat dit nummer live werd uitgevoerd. Het stuk dat oorspronkelijk door operazanger Luciano Pavarotti werd ingezongen, werd in deze uitvoering door Bono voor zijn rekening genomen. Miss Sarajevo is nadien tijdens elk concert van de Vertigo Tour weer gespeeld.
De 3rd leg ("derde poot") van de Vertigo Tour begon op 9 september 2005 in Toronto en zag op 19 december in Portland zijn einde.
Op 14 november 2005 lag de dubbel dvd U2 - Vertigo 05 - Live from Chicago, in de winkel: een registratie van de concerten van 9 en 10 mei 2005.
In dit jaar werd de Vertigo Tour vervolgd met de 4e leg. De tournee zou doorlopen tot 8 april om te eindigen op Hawaï.
Op 8 maart werd plotseling de tournee gestaakt vanwege een plotselinge ziekte bij de dochter van The Edge, de gitarist van de band.
De concerten die geannuleerd werden, kregen vanaf 7 november hun vervolg. De concertreeks werd zelfs uitgebreid. Australië (zeven concerten), Nieuw-Zeeland (twee optredens), Japan (drie concerten) en ter afsluiting op 9 december 2006 op Hawaï. Pearl Jam was hierbij het voorprogramma.
Uit de Europese leg is een deel van het concert in Milaan nog een dvd uitgebracht, als bonus bij de compilatie U218 Singles. Hierop staat onder andere ook Miss Sarajevo zoals dat in Amsterdam voor het eerst werd gespeeld.
- U2 360° Tour, 2009

Volgens Billboard zou de U2's wereldtournee 'Kiss the Future' heten. De officiële mededeling op 9 maart 2009 was echter dat de tournee opvolgend aan het album No Line on the Horizon U2 360° Tour heette en dat deze startte in Barcelona op 30 juni 2009. Tot 22 augustus 2009 zou U2 door Europa toeren. Daarna zou de groep vanaf 12 september spelen in Noord-Amerika. U2 trad op 20 en 21 juli optreden in de Amsterdam ArenA. Het concert op 20 juli was binnen tien minuten uitverkocht. Eind 2010 kwam U2 terug naar Europa voor onder meer twee concerten in Brussel (22 en 23 september 2010). De 360° Tour eindigde op 30 juli 2011 in Moncton, Canada. In totaal speelde de band 110 shows en verkochte 7,2 miljoen kaartjes. De tournee bracht een recordbedrag van 736 miljoen dollar op. Hiermee werd het de grootste tournee aller tijden. De tournee had een extravagant decor, dat een ruimteschip moest voorstellen. Het werd gebouwd door Belgische bedrijf Stageco.
- Innocence and Experience, 2015. Deze tournee sluit aan op het album Songs of Innocence. U2 speelde twee concerten in het Antwerps Sportpaleis in oktober en vier in de Ziggo Dome in Amsterdam. Met een hoogtechnologisch scherm waarin de band kon spelen, de 'Divider' genoemd, was de show voorzien van wederom hightech-apparatuur.
- The Joshua Tree Tour, 2017. Deze tournee staat in het teken van het 30-jarig bestaan van dit legendarische album. Bij elke show wordt het album in zijn geheel gespeeld en de band wordt tijdens deze tournee vergezeld door een aantal speciale gasten.
- Experience and Innocence, 2018, naar aanleiding van Songs of Experience.
- The Joshua Tree Tour, 2019. Vervolg van 2017, maar dan in Nieuw-Zeeland, Australië en Azië.

## Prijzen

### Grammy Awards
- 1987: Album of the Year – The Joshua Tree
- 1987: Best Rock Performance by a Duo or Group with Vocal – The Joshua Tree
- 1988: Best Rock Performance by a Duo or Group with Vocal – Desire
- 1988: Best Performance Music Video – Where the Streets Have No Name
- 1992: Best Rock Performance by a Duo or Group with Vocal – Achtung Baby
- 1993: Best Alternative Music Album – Zooropa
- 1994: Best Music Video, Long Form – Zoo TV - Live from Sydney
- 2000: Record of the Year – Beautiful Day
- 2000: Song of the Year – Beautiful Day
- 2000: Best Rock Performance by a Duo or Group with Vocal – Beautiful Day
- 2001: Record of the Year – Walk On
- 2001: Best Pop Performance by a Duo or Group with Vocal – Stuck in a Moment You Can't Get Out Of
- 2001: Best Rock Performance by a Duo or Group with Vocal – Elevation
- 2001: Best Rock Album – All That You Can't Leave Behind
- 2004: Best Rock Performance by a Duo or Group with Vocal – Vertigo
- 2004: Best Rock Song – Vertigo
- 2004: Best Short Form Music Video – Vertigo
- 2005: Album of the Year – How to Dismantle an Atomic Bomb
- 2005: Song of the Year – Sometimes You Can't Make It on Your Own
- 2005: Best Rock Performance by a Duo or Group with Vocal – Sometimes You Can't Make It on Your Own
- 2005: Best Rock Song – City of Blinding Lights
- 2005: Best Rock Album – How to Dismantle an Atomic Bomb

### Brit Awards
- 1988: International Group
- 1989: International Group
- 1990: International Group
- 1993: Most Successful Live Act
- 1998: International Group
- 2001: International Group
- 2001: Outstanding Contribution

## Bijzondere optredens
U2 trad op bij speciale gebeurtenissen zoals bij Live Aid op 13 juli 1985, Live 8 op 2 juli 2005, en het concert voor president Obama (VS) op 18 januari 2009.
- Tijdens het optreden van U2 op Live Aid in het Wembley Stadium in Londen speelden ze Sunday Bloody Sunday en Bad. Het was de bedoeling dat ze drie nummers zouden spelen, en dat ze na Bad ook nog Pride (In the Name of Love) zouden spelen. Het liep echter anders omdat Bono tijdens Bad van het podium af klom om met een meisje uit het publiek te dansen. Daardoor was er geen tijd meer voor U2 om Pride (In the Name of Love) te spelen. De overige drie bandleden waren in eerste instantie niet erg te spreken over de actie van Bono tijdens hun bijdrage aan Live Aid.
- In september 1997 speelde de band in het kader van de PopMart Tour in Sarajevo. Dit had een samenbindend effect op de diverse etnische bevolkingsgroepen in Bosnië en Herzegovina.
- Op 3 februari 2002 verzorgde U2 het optreden tijdens de rust van de Super Bowl-finale in New Orleans. De nummers die ze speelden waren Beautiful Day, MLK en Where the Streets Have No Name. Tijdens het laatste nummer kwamen er op de achtergrond de namen in beeld van de slachtoffers van de aanslagen op 11 september 2001.
- Op 18 januari 2009 was U2 een van de artiesten die mochten optreden tijdens het concert voor de nieuwe Amerikaanse president Barack Obama. Ze speelden de nummers Pride (In the Name of Love) en City of Blinding Lights. Tijdens het optreden vroeg Bono aandacht voor de crisis in de Gazastrook.
- Op 27 februari 2009 speelde U2 op het dak van het BBC Broadcasting House in Londen. Dit deden zij om hun nieuwe cd 'No Line on the Horizon' te promoten. De nummers die ze speelden waren Get On Your Boots, Magnificent, Vertigo en Beautiful Day.
- Op 5 november 2009 trad U2 op voor de Brandenburger Tor in Berlijn. Het nummer Sunday Bloody Sunday zongen ze samen met rapper Jay-Z. Met het speciale concert herdachten ze de val van de Berlijnse Muur, twintig jaar eerder.
- Op 1 december 2014 trad U2 (voor de gelegenheid U2 minus One genoemd, in verband met afwezigheid van Bono) op tijdens het wereldaidsdagconcert op Times Square in New York. Bono werd echter vervangen door Chris Martin en Bruce Springsteen. Chris Martin van Coldplay zong Beautiful Day en With or Without You en Bruce Springsteen zong de nummers Where the Streets Have No Name en I Still Haven't Found What I'm Looking For.
- U2 had diverse keren een gastrol in The Simpsons.[13]

## Bedrijf
Fiscaal gezien zou U2 een firma genoemd kunnen worden. Hun belangrijkste onderneming U2 Limited is vanwege het gunstige belastingklimaat sinds 2006 gevestigd in hetzelfde pand als waar jaren geleden om dezelfde reden ook al The Rolling Stones hun onderneming hebben gevestigd.

## Fotograaf
- De fotograaf Anton Corbijn heeft een belangrijke invloed gehad op het imago van de band. Diverse albumhoezen en video's zijn van zijn hand.